# Точка перегину

Для функції y = x³ точка перегину (0,0)

Точкою перегину кривої називають точку кривої в якій змінюється знак кривини. Якщо крива є графіком функції, то в цій точці опукла частина функції відділяється від ввігнутої.

## Властивості
- Якщо в деякому околі точки перегину a існує перша похідна, то вона є також точкою екстремуму для f′(x).
- Якщо в деякому околі також існує похідна другого порядку то достатньою умовою того, що a — точка перегину є зміна знаку другої похідної в цій точці.

- Якщо в точці перегину існує дотична, то вона перетинає криву в цій точці. Іноді цю властивість використовують як означення точки перегину, однак з виконання цієї властивості не випливає властивість з означення точки перегину. Прикладом цього може бути функція:

{\displaystyle f(x)=\left\{{\begin{array}{c l}x^{5}(1+\sin ^{2}({\frac {1}{x}}))&x\neq 0\\0&x=0\end{array}}\right.}
Значення другої похідної в точці x=0 для цієї функції дорівнює нулю, отже дотичною в нулі буде пряма y=0. Ця пряма також перетинає графік функції в точці дотику, однак точка x=0 не є точкою перегину оскільки в довільному околі цієї точки знак другої похідної міняється нескінченну кількість разів.

## Класифікація
Точки перегину можна класифікувати в залежності від того чи дорівнює нулю похідна f′(x) .
- якщо f′(x) дорівнює нулю, точка називається стаціонарною точкою перегину, або сідловою точкою
- якщо f′(x) не дорівнює нулю, точка називається нестаціонарною точкою перегину

Прикладом стаціонарної точки є точка (0;0) на графіку функції y = x3.
Прикладом нестаціонарної точки є точка (0;0) на графіку функції y = x + x3.